# Ракавлит
«Ракавли́т» (в СМИ на русском языке встречается вариант «Рахбали́т», ивр. רכבלית‎, от ивр. רכבל‎ — канатная дорога) — пассажирская канатная дорога в Хайфе (Израиль), представляющая собой часть системы общественного транспорта в этом городе. Строительство линии канатной дороги, соединяющей Центральную автобусную станцию Ха-Мифрац, Технион и Хайфский университет и насчитывающей в длину 4,4 км, завершено в октябре 2021 года, работа в полном объёме началась 11 апреля 2022 года. На линии одновременно находятся 148 кабин-вагончиков вместимостью по 10 мест (8 посадочных и 2 стоячих).

## Структура и эксплуатация
На линии «Ракавлит» действуют 6 станций, из которых три (при транспортном терминале Лев-ха-Мифрац, в Технионе и Хайфском университете) предназначены для посадки и высадки пассажиров. Три остальных станции — ещё одна на территории Техниона, а также на улице Дори и на развязке Чек-Пост — выполняют только технические функции. Общая протяжённость линии между конечными станциями — около 4,4 км. Разница высот между станциями в университете и терминале Лев-ха-Мифрац — около 460 м. Количество несущих опор — 36, высота опор в зависимости от рельефа местности колеблется от 4 до 30 м. Первоначально планировалось, что на линии будут задействованы 76 вагончиков-кабин, которые смогут перевозить до 2400 пассажиров в час, но позже было сообщено, что число кабин составит 150. Объём кабин окончательной конструкции — 8 сидячих и 2 стоячих места. Общее время поездки от терминала Лев-ха-Мифрац до университета — 19 минут.
Эксплуатация линии по результатам проведения конкурса возложена на компанию Cable Express. Линия «Ракавлит» интегрирована в систему общественного транспорта Хайфы, стоимость проезда соответствует стоимости проезда в других средствах общественного транспорта в городе, к оплате принимается проездной билет «Рав-кав».

## История
Проект постройки пассажирской канатной дороги в Хайфе обсуждался около десятилетия, и его воплощение неоднократно откладывалось из-за возражений городского руководства или природоохранных организаций. В итоге только в июне 2017 года был заложен символический первый камень, а в конце того же года объявлен конкурс на строительство. Стоимость проекта была оценена в 330 млн шекелей, которые были заложены в бюджет министерства транспорта. Ведение проекта было возложено на городскую компанию «Йефе Ноф», в постройке также принимала участие австрийская фирма «Доппельмайр», специализирующаяся на прокладке канатных дорог. В марте 2018 года в результате голосования учащихся старших классов школ Хайфы и посетителей интернет-сайта мэрии Хайфы строящаяся канатная дорога получила имя «Ракавлит» — по аналогии с уже действующими в городе транспортными системами «Кармелит» и «Метронит».
Установка опор на линии канатной дороги началась в феврале 2019 года. После начала пандемии COVID-19 австрийские работники вернулись на родину, что привело к приостановке строительных работ. В июле 2020 года, несмотря на сопротивление мэра Хайфы Эйнат Калиш-Ротем, проект был передан в ведение государственной компании «Нетивей Исраэль». В апреле 2021 года началась тестовая эксплуатация линии с использованием 60 кабин. Было объявлено, что начало пассажирских перевозок начнётся в октябре 2021 года — с началом учебного года в вузах. Однако хотя работы были завершены к октябрю, запуск линии был отложен до урегулирования конфликта вокруг условий договора между министерством транспорта Израиля и компанией «Доппельмайр».
В начале 2022 года канатная дорога начала работу по перевозке пассажиров в пробном режиме с использованием всего подвижного состава. Официальный пуск «Ракавлит» как линии общественного транспорта состоялся 11 апреля 2022 года.
Строительство дороги обошлось в 350 млн шекелей. В течение первого года работы она перевозила, в среднем, 150 тысяч пассажиров в месяц. Но в августе, в дни каникул, транспортный поток увеличился до 330 тысяч.